# Cypripedium dickinsonianum
Cypripedium dickinsonianum är en orkidéart som beskrevs av Eric Hágsater. Cypripedium dickinsonianum ingår i släktet guckuskor, och familjen orkidéer. Inga underarter finns listade i Catalogue of Life.